# ستيفن بوتكامر
Steffen Puttkammer (من مواليد 30 سبتمبر 1988) هو لاعب كرة قدم ألماني محترف يلعب مع نادي ميبين كمدافع.

## روابط خارجية
- ستيفن بوتكامر  على سكروي
- ستيفن بوتكامر على موقع صحيفة كيكر (باللغة الألمانية)